# انهيارات مانيبور الأرضية 2022
انهيارات مانيبور الأرضية 2022 حدث انهيار أرضي كبير في منطقة نوني بولاية مانيبور في الهند بالقرب من موقع بناء سكة حديد توبول ليلة 30 يونيو 2022. قتل 58 شخصًا وفقد ثلاثة أشخاص. أصيب ثمانية عشر شخصا. وكان من بين القتلى تسعة وعشرون من أفراد الجيش الهندي و29 مدنيًا. من بين المفقودين الثلاثة كان اثنان من المدنيين وواحد من أفراد الجيش الهندي.

## الانهيار
وقع الانهيار الأرضي في منطقة نوني في 107 معسكر إقليمي للجيش بالقرب من موقع بناء سكة حديد توبول لخط جيريبام-إيمفال للسكك الحديدية الهندية. وكانت الوفيات الثماني الأولية المؤكدة من أفراد الجيش الإقليمي. عملت المجموعة كأفراد أمن لبناء خط سكة حديد من شأنه أن يربط محطة سكة حديد جيريبام بعاصمة مانيبور إمفال. وقع الانهيار الأرضي بالقرب من نهر إيجي حيث أدى إلى إنشاء سد. يعتقد رجال الإنقاذ أنه قد يؤدي إلى فيضانات كبيرة إذا انحسر السد، مما يتسبب في كارثة أكبر. ويعزى الانهيار الأرضي إلى ضعف التربة نتيجة للتعرض المطول والأمطار والعوامل البشرية. قال خبراء في جامعة مانيبور إن جميع الانهيارات الأرضية تقريبًا في المنطقة نتجت عن ضعف الحجر الصخري - كانت الصخور المتصدعة والمنحدرات الشديدة والكتلة غير المستقرة من العوامل المساهمة. كان من المحتمل أن تكون التربة المسدودة بالمياه سائلة ومزعزعة الاستقرار ، مما تسبب في الانهيار الأرضي.